# Lechosław Marszałek

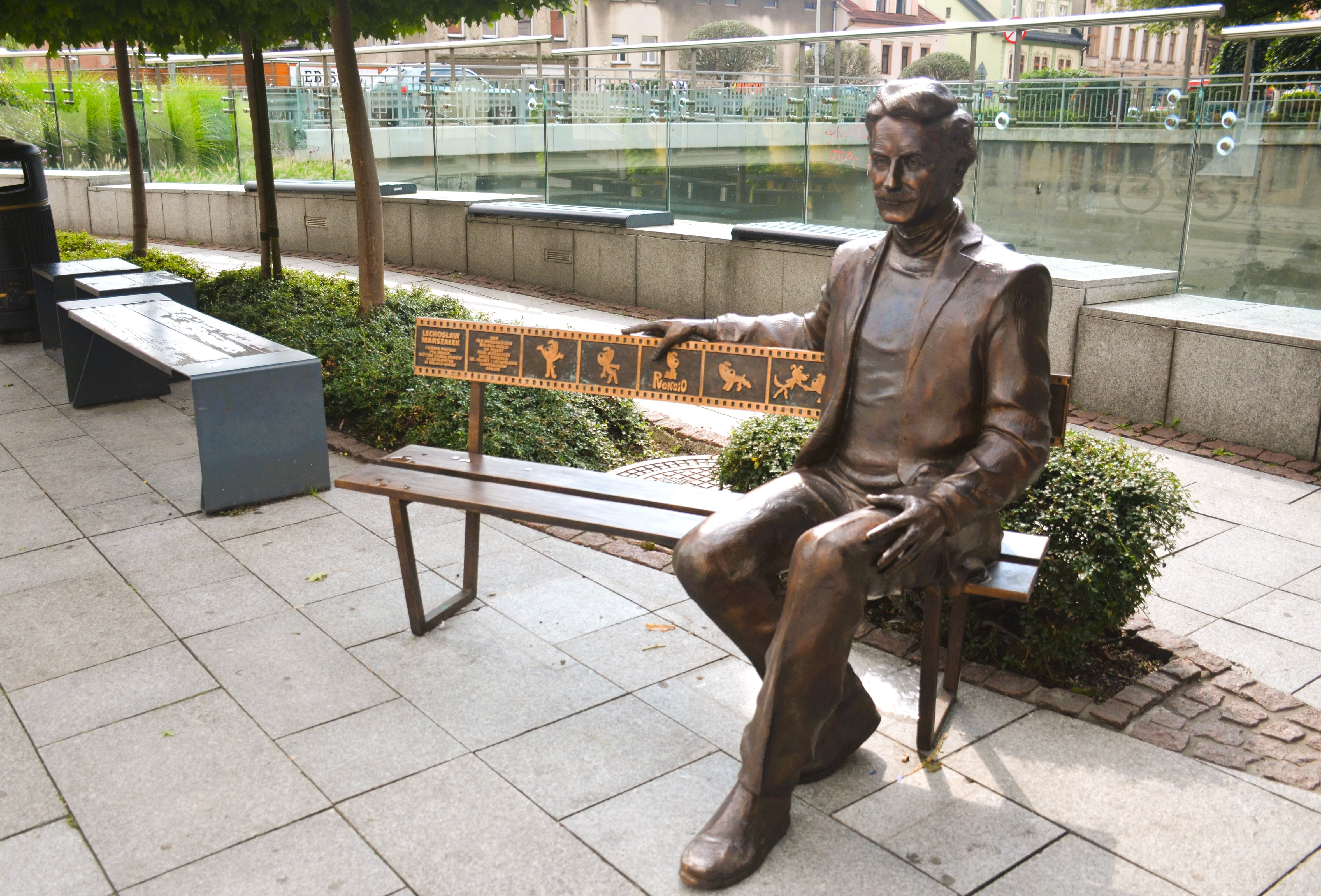
Pomnik w Bielsku-Białej (2023)

Lechosław Zygmunt Marszałek (ur. 9 marca 1922 w Suwałkach, zm. 26 marca 1991) – polski reżyser i scenarzysta filmów animowanych. Twórca psa Reksia – bohatera serialu animowanego dla dzieci. Członek PZPR od 1963 roku.

## Filmografia
- 1953 – Koziołeczek – reżyseria
- 1954 – Ukarane łakomstwo – reżyseria
- 1955 – Pani Twardowska[2] – reżyseria, scenariusz
- 1956 – Osioł w lwiej skórze – reżyseria
- 1957 – O ptaszku, który nie chciał śpiewać – reżyseria
- 1957 – Lokomotywa – reżyseria
- 1958 – O małym lwiątku – reżyseria
- 1958 – Złośliwa strzelba – reżyseria, scenariusz
- 1958 – Nocna warta – oprac. plastyczne
- 1959 – Różne przygody Gąski Balbinki – reżyseria
- 1959 – Bulandra i diabeł – realizacja
- 1960 – Biały miś – reżyseria, scenariusz
- 1960 – Awantura – reżyseria
- 1960 – Piracki skarb – reżyseria, scenariusz
- 1960 – Portrety mistrza Kleofasa – reżyseria, scenariusz
- 1961 – Dziwna przygoda jamniczka – reżyseria
- 1961 – Ala ma kota – scenariusz
- 1962 – Przygody kota Juli – reżyseria
- 1962 – Dwaj rywale – oprac. plastyczne
- 1962 – Milleniowa przygoda – oprac. plastyczne
- 1962 – Przyjaźń ponad skarby – reżyseria, scenariusz
- 1963 – Upalny dzień Gąski Balbinki – reżyseria, scenariusz
- 1963 – Corrida – reżyseria, scenariusz
- 1963, 1965, 1983 – Przygody Błękitnego Rycerzyka – reżyseria, scenariusz, dialogi
- 1963–1964 – Bolek i Lolek – reżyseria, scenariusz
- 1964 – Jak Szaruś po Polsce wędrował – reżyseria, scenariusz, oprac. plastyczne
- 1964 – Poławiacze skarbów – reżyseria, scenariusz
- 1965–1966 – Bolek i Lolek na wakacjach – reżyseria, scenariusz
- 1965 – Przyjaźń – reżyseria, scenariusz, oprac. plastyczne
- 1966 – Krasnoludek – reżyseria
- 1967 – Nasz dziadzio – reżyseria
- 1967 – Reksio poliglota – reżyseria, scenariusz, oprac. plastyczne
- 1967–1968 – Reksio – reżyseria, scenariusz, oprac. plastyczne, konsultacja artystyczna
- 1968 – Bolek i Lolek wyruszają w świat – reżyseria, oprac. plastyczne
- 1968 – Nagrodzona wytrwałość – reżyseria
- 1969 – Mini – scenariusz
- 1969 – Reksio marzyciel – reżyseria, scenariusz, oprac. plastyczne
- 1969 – Rycerz i kmieć – reżyseria, scenariusz, oprac. plastyczne, animacja
- 1970 – Reksio dobroczyńca – reżyseria, scenariusz, oprac. plastyczne
- 1970 – Reksio wychowawca – reżyseria, scenariusz
- 1970 – Reksio domator – scenariusz
- 1970 – Reksio obrońca – reżyseria
- 1970–1971 – Bajki Bolka i Lolka – reżyseria
- 1971 – Reksio domator – reżyseria
- 1971 – Zawiść – reżyser, scenariusz, oprac. plastyczne
- 1972 – Chciwość – reżyseria
- 1973 – Płomień – reżyseria, oprac. plastyczne
- 1974 – Ameba – reżyseria
- 1974 – Ballada – reżyseria, scenariusz
- 1975 – Atom – reżyseria, oprac. plastyczne
- 1975 – Plaster miodu – scenariusz, oprac. plastyczne
- 1976 – Awantura w Przechwałkowie – konsultacja artystyczna
- 1976 – Wszystko lata – reżyseria
- 1977 – Reksio rozjemca – scenariusz
- 1979 – As atutowy – reżyseria, scenariusz
- 1980 – Ballada o złym czarowniku – scenariusz
- 1981 – Kuleczki z krainy wyobraźni – reżyser, scenariusz, oprac. plastyczne
- 1981 – Psi western – scenariusz, oprac. plastyczne
- 1987–1990 – Reksio i ptaki – scenariusz, oprac. plastyczne

## Nagrody
- 1954 – nagroda za film rysunkowy Koziołeczek na Międzynarodowym Festiwalu Filmowym w Karlovych Varach
- 1956 – Medal Roku Mickiewiczowskiego za film Pani Twardowska[3][4]
- 1965 – Wyróżnienie jury młodzieżowego za Przygody Błękitnego Rycerzyka na MFF dla Dzieci i Młodzieży w Gijon
- 1967 – Nagroda NZ Kinematografii „Srebrny Lajkonik” dla najlepszego filmu dla dzieci za film Reksio poliglota na Ogólnopolskim Festiwalu Filmów Krótkometrażowych w Krakowie
- 1967 – Złoty Słowik na Międzynarodowym Festiwalu Filmów dla Dzieci i Młodzieży w Teheranie[5].
- 1969 – „Srebrne Koziołki” na FF dla Dzieci w Poznaniu za film Reksio poliglota
- 1971 – „Srebrne Koziołki” na FF dla Dzieci w Poznaniu za film Bolek i Lolek wyruszają w świat
- 1971 – Nagroda Jury Dziecięcego za film Reksio dobroczyńca na FF dla Dzieci w Poznaniu
- 1971 – Wyróżnienie Jury w grupie filmów animowanych na FF dla Dzieci w Poznaniu za film Rycerz i kmieć
- 1972 – Wyróżnienie Niemieckiej Federacji Klubów Filmowych Młodzieży na Przeglądzie „Dni Filmu Młodzieżowego” w Mannheim za film Zawiść
- 1973 – „Brązowe Koziołki” na FF dla Dzieci w Poznaniu za film Brzydkie kaczątko (Bajki Bolka i Lolka)
- 1983 – Wielka Nagroda na MFF dla Dzieci i Młodzieży w Giffoni Valle Piana za Przygody Błękitnego Rycerzyka
- 1984 – „Brązowe Koziołki” na FF dla Dzieci w Poznaniu za Przygody Błękitnego Rycerzyka
- 1984 – Nagroda Jury Dziecięcego „Kryształowe Koziołki” na FF dla Dzieci w Poznaniu za Przygody Błękitnego Rycerzyka

Został odznaczony Krzyżem Kawalerskim Orderu Odrodzenia Polski, Srebrnym Krzyżem Zasługi, Medalem Komisji Edukacji Narodowej, Medalem 40-lecia Polski Ludowej, odznaką Zasłużony Działacz Kultury oraz tytułem honorowym "Zasłużony dla Kultury Narodowej" (1986).
Jest jednym z bohaterów książki Jerzego Armaty Anima. Mistrzowie polskiej animacji (wyd. EGoFILM, Warszawa 2025).